# Al McKibbon

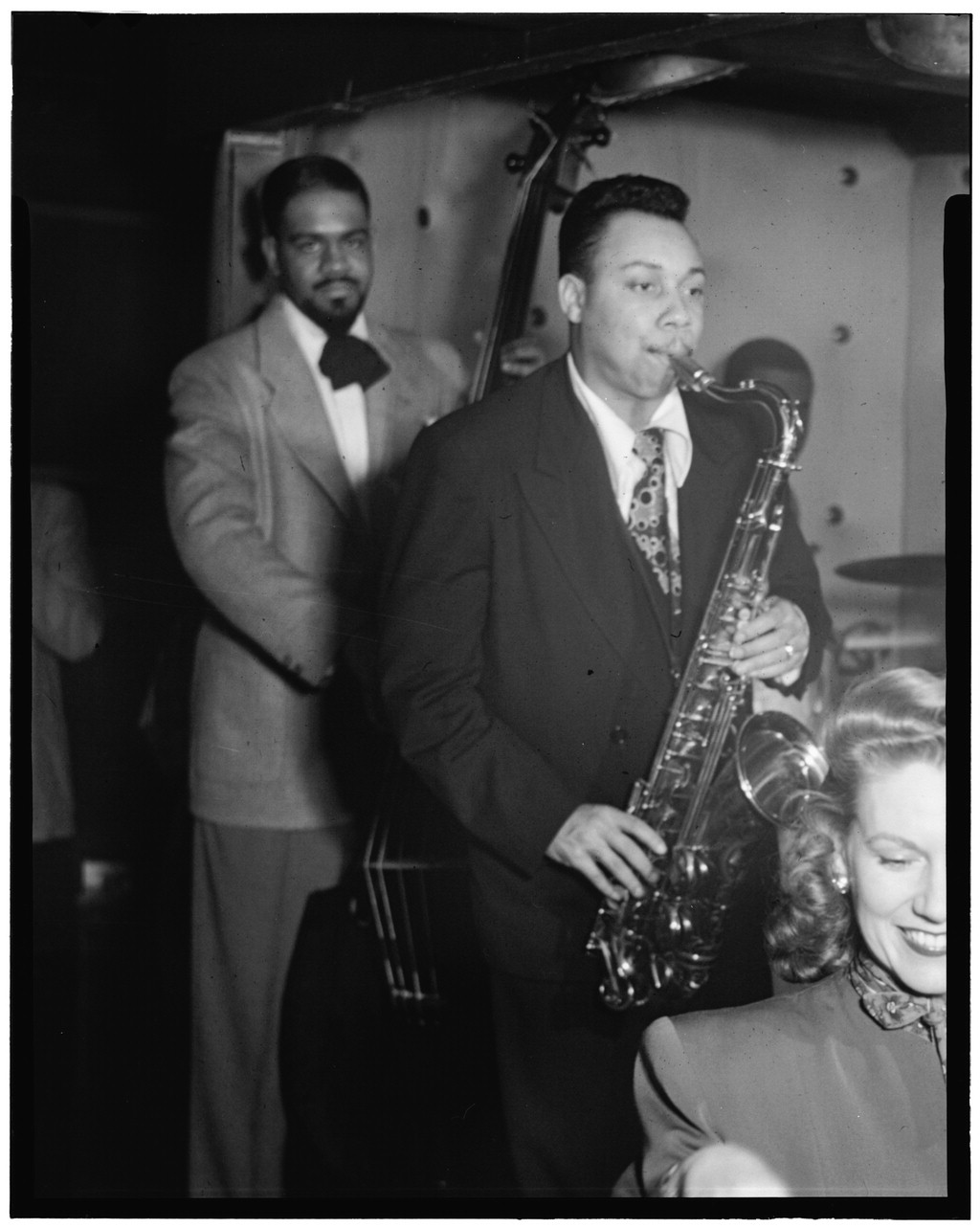
Al McKibbon mit Lucky Thompson und Hilda A. Taylor (New York, 1948)

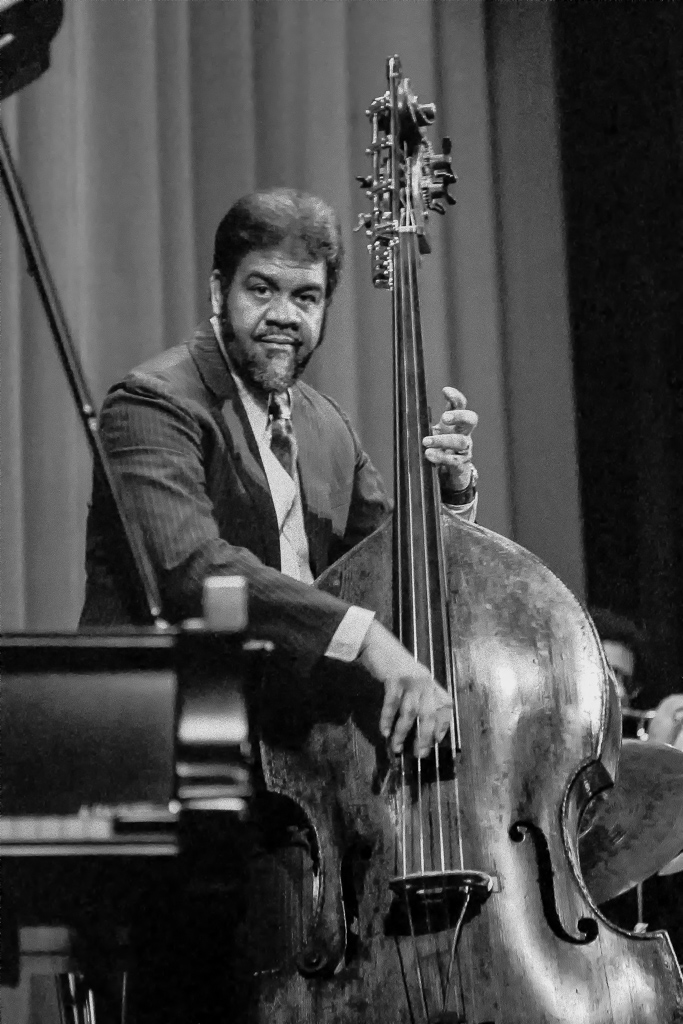
Al McKibbon 1977 mit den Giants of Jazz

Alfred „Al“ McKibbon (* 1. Januar 1919 in Chicago, Illinois; † 29. Juli 2005) war ein US-amerikanischer Jazzbassist.

## Leben und Wirken
McKibbon wuchs in Detroit auf und spielte in den örtlichen Bands, bis er 1943 und 1944 mit Lucky Millinder auf Tournee ging. Anschließend schloss er sich der Combo von Tab Smith an, arbeitete 1946 bei dem Schlagzeuger J. C. Heard und dann mit Coleman Hawkins. Vor dem Konzert in der Carnegie Hall ersetzte er 1947 Ray Brown in der Band von Dizzy Gillespie. Anschließend arbeitete er mit Miles Davis, in dessen Tuba Band er im Royal Roost auftrat (Pre-Birth of the Cool) und bei den Aufnahmen zu Birth of the Cool mitwirkte. 1950 arbeitete er bei Count Basie und Earl Hines. Zwischen 1951 und 1958 war er bei George Shearing beschäftigt, anschließend bei Cal Tjader. Daneben war er 1951 an Aufnahmen mit Thelonious Monk und 1955 mit Herbie Nichols beteiligt. In den 1960ern arbeitete er in Los Angeles als gutbeschäftigter Studiomusiker und Konzertbegleiter von Sängern wie Sammy Davis; des Weiteren wirkte er bei Sonny’s Dream (Birth of the New Cool) von Sonny Criss mit. Mit Monk und den Giants of Jazz war er zwischen 1970 und 1971 auf Tour. Einige Zeit später erwarb McKibbon einen 1650 von Jacob Steiner geschaffenen Bass, den „deutschen Stradivari“. Sein Ton wurde der Reihe nach noch reicher und kräftiger. Mit der Zeit wechselte er in die klassische Darbietung und reiste 1992 in die Mojave-Wüste, um dort mit einem Symphonieorchester zu spielen, das Beethovens Neunte inmitten der sandigen Einöde aufnahm.
McKibbon galt bei Musikern als hervorragender Bassist und war bis 2004 aktiv. Erst 1999, im Alter von 80 Jahren, konnte er seine erste Platte unter eigenem Namen vorlegen, Tumbao Para Los Congueros Di Mi Vida (Blue Lady Records), die für einen Grammy als „Best Latin Jazz Performance“ nominiert wurde. McKibbons zweites Album, Black Orchid (Nine Yards Music), wurde 2004 veröffentlicht. Im Bereich des Jazz war er laut Tom Lord zwischen 1944 und 2004 an 246 Aufnahmesessions beteiligt.  Er verfasste auch das Nachwort zu Raul Fernandez’ Monographie über Latin Jazz.